# Melatonin
Melatonin er et naturligt hormon, som antages at have en regulerende effekt på døgnrytmen hos dyr, planter og mennesker. Melatonin er dog ikke den eneste fysiologisk komponent, der påvirker døgnrytmen. Melatoninproduktion fremmes i mørke og hæmmes ved dagslys. Det har givet anledning til at dette hormon omtales som "mørkets hormon". Øget produktion af melatonin resulterer i øget søvnighed. Melatonin dannes i koglekirtlen i hjernen. Den kemiske betegnelse for melatonin er N-acetyl-5-methoxytryptamin
Evolutionært har melatonin en 700 millioners års historie bag sig, idet det har vist sig at gener for biosyntesen af melatonin ud over dyr ( både vertebrater og invertebrater) deles af planter og mikrober.

## Melatonin som lægemiddel
Melatonin findes også som syntetisk hormon, og dette syntetiske hormon anvendes som lægemiddel.  
Der har været teorier om at melatonin kan spille en rolle ved kræft, imidlertid er søvnforstyrrelser som symptom ved depression blevet behandlet med melatonin i tabletform. Der er teorier om at stoffet relaterer til immunsystemet, og der i visse studier vist længere levetid hos mus, som får ekstra melatonin.

### Melatonin mod søvnforstyrrelser og jetlag
Melatonin kan anvendes til at afhjælpe jetlag og søvnforstyrrelser. Derudover antages det at have en styrkende effekt på immunsystemet hvis det indtages med calcium..

## Melatonin i tabletform
Melatonin findes i det receptpligtige præparat Circadin. Melatonin findes i doser af 2 mg, således at en Circadin-tablet indholder 2 mg melatonin.
Stoffet er receptpligtigt i Danmark, men er ikke ulovlig at være i besiddelse af. I mange andre lande er det lovligt, og kan flere steder fås i håndkøb.

## Bivirkninger ved melatonin
Der er ikke registreret nævneværdige bivirkninger ved brugen af melatonin, og der er ligeledes ikke observeret afhængighed i forbindelse med et forsøg af 3-ugers varighed. Bivirkninger rapporteret i forbindelse med anvendelsen af melatonin var samme former for bivirkninger, som blev rapporteret af patienter på placebo.

## Melatonin som antioxidant
Melatonin er en antioxidant – et stof, der kemisk reagerer med frie radikaler. Frie radikaler kan udvikle kræft, og dermed antages antioxidanter, og således melatonin, at have en gavnlig effekt.